# مريد البرغوثي
مريد البرغوثي (8 يوليو 1944 - 14 فبراير 2021) هو شاعرٌ فلسطيني ولد في قرية دير غسانة قرب رام الله في الضفة الغربية وتلقى تعليمه في مدرسة رام الله الثانوية، وسافر إلى مصر العام 1963 حيث التحق بجامعة القاهرة وتخرج في قسم اللغة الإنجليزية وآدابها العام 1967 وهو العام الذي احتلت فيه إسرائيل الضفة الغربية ومنعت الفلسطينيين الذين تصادف وجودهم خارج البلاد من العودة إليها.
وعن هذا الموضوع كتب مريد البرغوثي في كتابه الذائع الصيت رأيت رام الله «نجحت في الحصول على شهادة تخرّجي وفشلتُ في العثور على حائط أعلِّق عليه شهادتي». ولم يتمكن من العودة إلى مدينته رام الله إلا بعد ذلك بثلاثين عاماً من التنقل بين المنافي العربية والأوروبية، وهي التجربة التي صاغها في سيرته الروائية تلك.

## حياته الشخصية
وُلد مريد البرغوثي في 8 يوليو (تموز) 1944 في قرية دير غسانة قرب رام الله في الضفة الغربية تلقى تعليمه في مدرسة رام الله الثانوية، وسافر إلى مصر العام 1963 حيث التحق بجامعة القاهرة وتخرج في قسم اللغة الإنجليزية وآدابها العام 1967 وهو العام الذي احتلت فيه إسرائيل الضفة الغربية ومنعت الفلسطينيين الذين تصادف وجودهم خارج البلاد من العودة إليها.
تزوج من الروائية المصرية الراحلة رضوى عاشور (26 مايو 1946 - 30 نوفمبر 2014) أستاذة الأدب الإنجليزي بجامعة عين شمس بالقاهرة ولهما ولد واحد هو الشاعر والأكاديمي تميم البرغوثي.

## ديوان
نشر ديوانه الأول عن دار العودة في بيروت عام 1972 بعنوان الطوفان وإعادة التكوين ونشر أحدث دواوينه عن دار رياض الريس في بيروت بعنوان منتصف الليل عام 2005. وأصدرت له المؤسسة العربية للدراسات والنشر مجلّد الأعمال الشعرية العام 1997.
في أواخر الستينات تعرّف على الرسام الفلسطيني الراحل ناجي العلي واستمرت صداقتهما العميقة بعد ذلك حتى اغتيال العلي في لندن عام 1987، وقد كتب عن شجاعة ناجي وعن استشهاده بإسهاب في كتابه رأيت رام الله ورثاه شعراً بعد زيارة قبره قرب لندن بقصيدة أخذ عنوانها من إحدى رسومات ناجي أكله الذئب'.
في بيروت تعرف على غسان كنفاني الذي اغتاله الإسرائيليون العام 1972. عرف مريد بدفاعه عن الدور المستقل للمثقف واحتفظ دائماً بمسافة بينه وبين المؤسسة الرسمية ثقافياً وسياسياً، وهو أحد منتقدي اتفاقات أوسلو. سجنته السلطات المصرية وقامت بترحيله العام 1977 إثر زيارة الرئيس المصري الراحل محمد أنور السادات لإسرائيل وظل ممنوعاً من العودة لمدة 17 عاماً. وكان أول ديوان نشره بعد «طرده» من مصر هو ديوانه الأكثر شهرة قصائد الرصيف (1980):
حصل مريد البرغوثي على جائزة فلسطين في الشعر العام 2000. وفي كلمته التي ألقاها باسم الفائزين في كل فروعها يوم استلام الجائزة في قصر الثقافة برام الله انتقد السلطة الفلسطينية (بحضور قياداتها في القاعة) على المعلن والمضمر من خياراتها السياسية وكرر ما هو معروف عنه من تشبثه بالدور الانتقادي للمثقف باستقلالية الإبداع. ترجمت أشعاره إلى عدة لغات وحاز كتابه النثري رأيت رام الله - دار الهلال (1997) على جائزة نجيب محفوظ للآداب فور ظهوره وصدر حتى الآن في 6 طبعات عربية. وصدر باللغة الإنجليزية بترجمة لأهداف سويف، ومقدمة لإدوارد سعيد في ثلاث طبعات عن دار النشر بالجامعة الأمريكية في القاهرة ثم عن دار راندوم هاوس في نيويورك ثم عن دار بلومزبري في لندن. ثم ترجم إلى لغات عديدة.
شارك مريد البرغوثي في عدد كبير من اللقاءات الشعرية ومعارض الكتاب الكبرى في العالم. وقدم محاضرات عن الشعر الفلسطيني والعربي في جامعات القاهرة وفاس وأكسفورد ومانشستر وأوسلو ومدريد وغيرها. وتم اختياره رئيساً للجنة التحكيم لجائزة الرواية العربية لعام 2015.
يهتم البرغوثي في قصائده بالمشترك الإنساني مما يجعل شعره بالغ التأثير في قارئه أياً كانت جنسيته، وهو يكتب بلغة حسِّية مادية ملموسة ويعمل على ما يسميه تبريد اللغة أي أبعادها عن البطولية والطنين. وتخلو قصيدته من التهويمات والهذيان وهذا ما ساهم في توسيع دائرة قرائه في العالم.

## إصدارات
آخر إصداراته: ديوان منتصف الليل عن دار رياض الريس، بيروت، 2005 وقد صدرت ترجمته الإسبانية في ديسمبر 2006 بعنوان Medianoche. كما صدر في أكتوبر 2008 ديوانه المترجم إلى اللغة الإنجليزية Midnight and Other Poems عن دار ARC Publications في بريطانيا بترجمة رضوى عاشور.

## أعماله المنشورة
لمريد البرغوثي 12 ديواناً شعرياً، وكتابان نثريّان هما «رأيت رام الله» و«وُلِدْتُ هُناك، وُلِدْتُ هُنا».

### الشعر
- الطوفان وإعادة التكوين: 1972..... دار العودة - بيروت
- فلسطيني في الشمس: 1974..... دار العودة - بيروت
- نشيد للفقر المسلح: 1977..... الإعلام الموحد - بيروت
- الأرض تنشر أسرارها: 1978..... دار الآداب - بيروت
- قصائد الرصيف: 1980..... المؤسسة العربية للدراسات والنشر - بيروت
- طال الشتات: 1987..... دار الكلمة - بيروت، نيقوسيا قبرص
- رنة الإبرة: 1993..... المؤسسة العربية للدراسات والنشر - بيروت
- منطق الكائنات: 1996..... دار المدى - عمان
- ليلة مجنونة: 1996..... الهيئة العامة للكتاب - القاهرة
- الناس في ليلهم 1999..... المؤسسة العربية للدراسات والنشر - بيروت
- زهر الرمان: 2000..... دار الآداب - بيروت
- منتصف الليل 2005..... دار رياض الريّس - بيروت
- مجلد الأعمال الشعرية 1997..... المؤسسة العربية للدراسات والنشر - بيروت
- الأعمال الشعرية الكاملة، الجزء الأول 2013..... دار الشروق - القاهرة
- الأعمال الشعرية الكاملة، الجزء الثاني 2013..... دار الشروق - القاهرة
- استيقِظ كي تحلُم 2018 دار رياض الريس للكتب والنشر -بيروت

### النثر
- رأيت رام الله: 1997...دار الهلال - القاهرة[8]
- وُلِدْتُ هناك، وُلِدْتُ هنا 2009 دار رياض الريّس للكتب والنشر، بيروت، لبنان، (الجزء الثاني من «رأيت رام الله»)[9]
- باللغة الإنجليزية صدر له ديوان MIDNIGHT AND OTHER POEMS

## وفاته
أعلن عن وفاته في 14 فبراير (شباط) 2021 ميلاديًا الموافق 2 رجب 1442 هجريًا عن عمرٍ ناهز 76 عامًا. حيث كان قد نشر ابنه تميم عبر حسابه في موقع فيس بوك «مريد البرغوثي»، كما غيّر صور حسابه للون الأسود.